# Jan Dylik

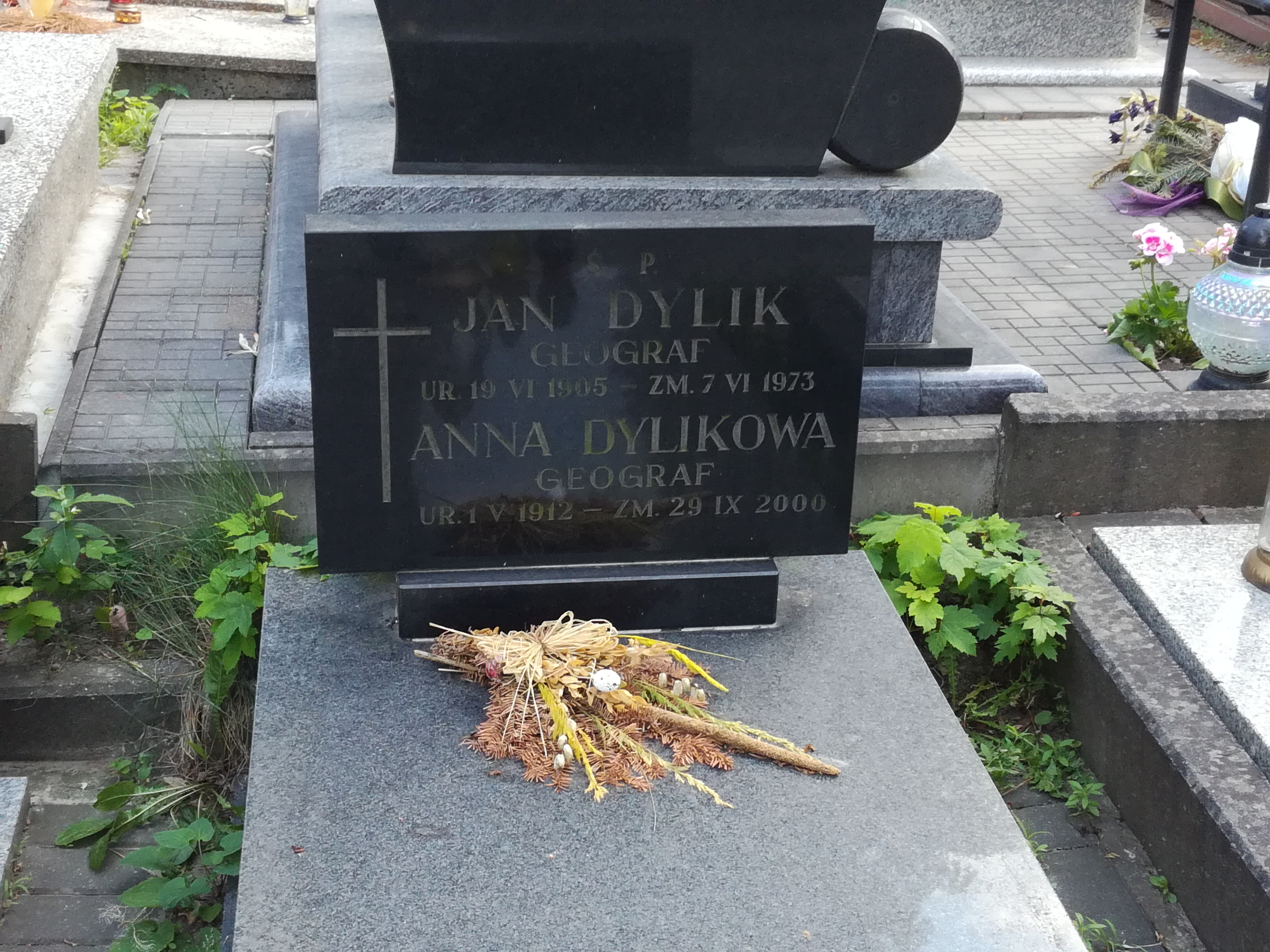
Grób Jana Dylika na Starym Cmentarzu w Łodzi

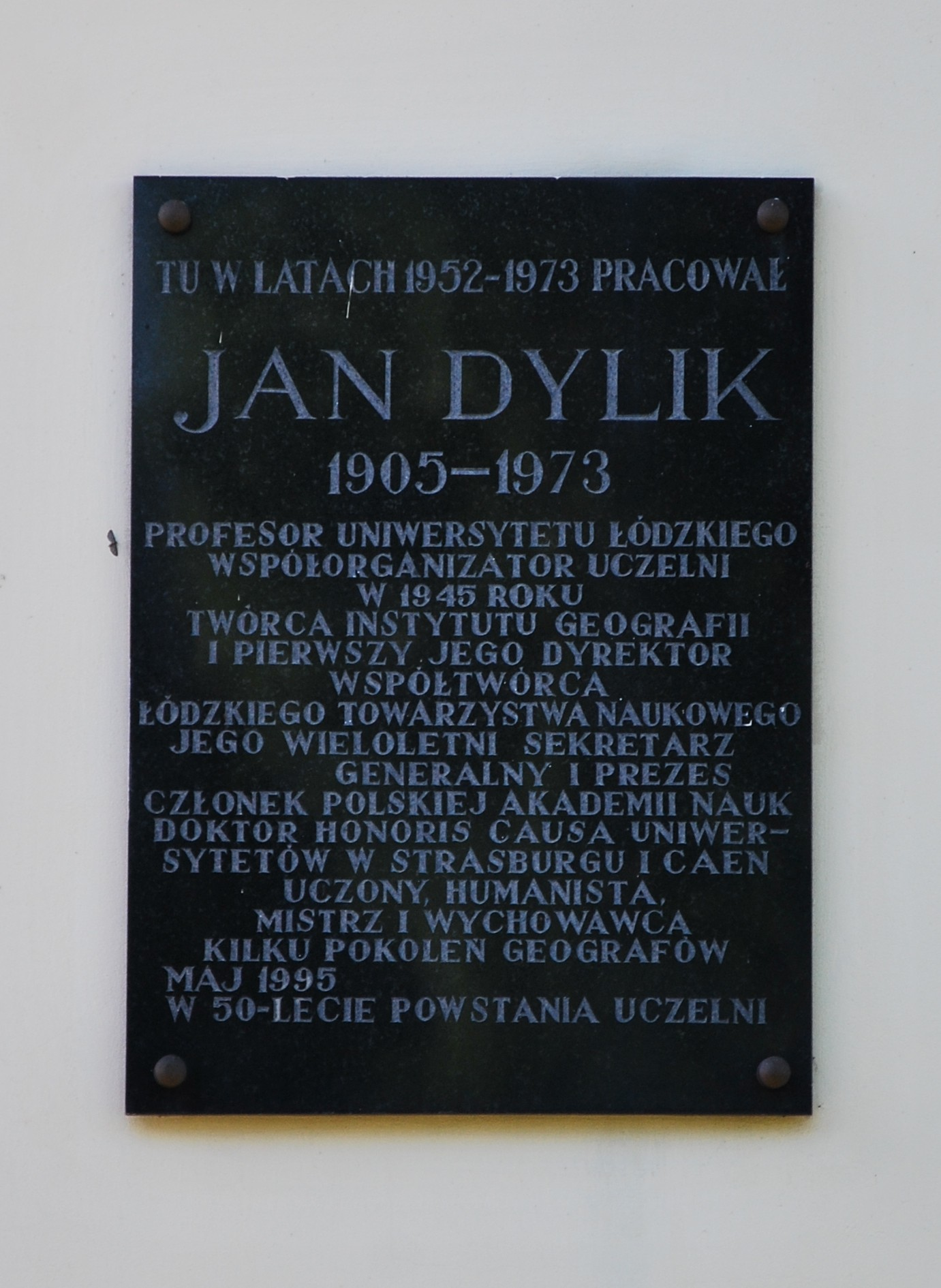
Tablica pamiątkowa na elewacji budynku przy ul. M.Skłodowskiej-Curie 11 w Łodzi

Jan Dylik (ur. 19 czerwca 1905 w Łodzi, zm. 6 czerwca 1973 tamże) – polski geograf i geomorfolog.

## Życiorys
Od 1925 studiował na Uniwersytecie Jagiellońskim, a następnie Uniwersytecie Poznańskim. W 1930 uzyskał stopień doktora, a po powrocie do Łodzi w 1934 został wykładowcą w Wolnej Wszechnicy Polskiej i na Uniwersytetach Robotniczych. 
Profesor Uniwersytetu Łódzkiego od 1947 roku. Od 1967 członek korespondent Polskiej Akademii Nauk. Od 1966 prezes Łódzkiego Towarzystwa Naukowego. Przewodniczący Międzynarodowej Unii Geograficznej w latach 1956–1972. Założyciel i redaktor „Acta Geographica Lodziensia". Redaktor czasopisma „Biuletyn Peryglacjalny”. Znawca geomorfologii peryglacjalnej oraz członek Polskiego Towarzystwa Geologicznego.
Otrzymał Złoty Krzyż Zasługi (1954).
Zmarł w Łodzi 6 czerwca 1973 roku i został pochowany na Starym Cmentarzu w Łodzi przy ul. Ogrodowej.
Imię Jana Dylika nosi poleski oddział PTTK w Łodzi, a także jedna z ulic na Teofilowie.
Brat Zygmunta Dylika – bibliotekarza, mąż Anny Dylikowej.

## Niektóre prace[6]
- Geografia Ziem Odzyskanych w zarysie (1946)
- O peryglacjalnym charakterze rzeźby środkowej Polski (1953)
- Nowe problemy wiecznej zmarzliny plejstoceńskiej (1963)